# スマイルマスク運動
スマイルマスク運動（スマイルマスクうんどう）とは、新型コロナウイルス感染症の拡大を防止するためのマスク着用を「子どもが嫌がる・怖がる」問題を解消するために、マスクに笑顔を描いたシールを貼る運動。一般社団法人福岡青年会議所（通称：福岡JC、JCI福岡）の発案で、2020年4月上旬から開始した取り組みである。

## 概要
- スマイルマスク運動（＃SmileMask）とは、マスクにスマイルシールを貼って写真をSNSに投稿する運動
- マスクでも笑顔のコミュニケーションを増やし、市民のマスク着用率を向上するための啓発キャンペーン
- スローガンは、「今こそ、笑おう！」
- 付与するハッシュタグは、#smilemask、#smilemask運動、#スマイルマスク、#スマイルマスク運動など
- Facebook、Instagram、TwitterなどのSNSにおいて活発に情報発信されており、発足から1ヶ月足らずで国内外に広がりをみせている。
- 福岡青年会議所では、福岡市の承認を受け、市内139箇所の学童保育施設に「マスク」、「マスクの材料」、「次亜塩素酸水」、「スマイルシール」を配布する活動「スマイルマスクプロジェクト（#SmileMaskProject）」も展開している。

## 参加方法

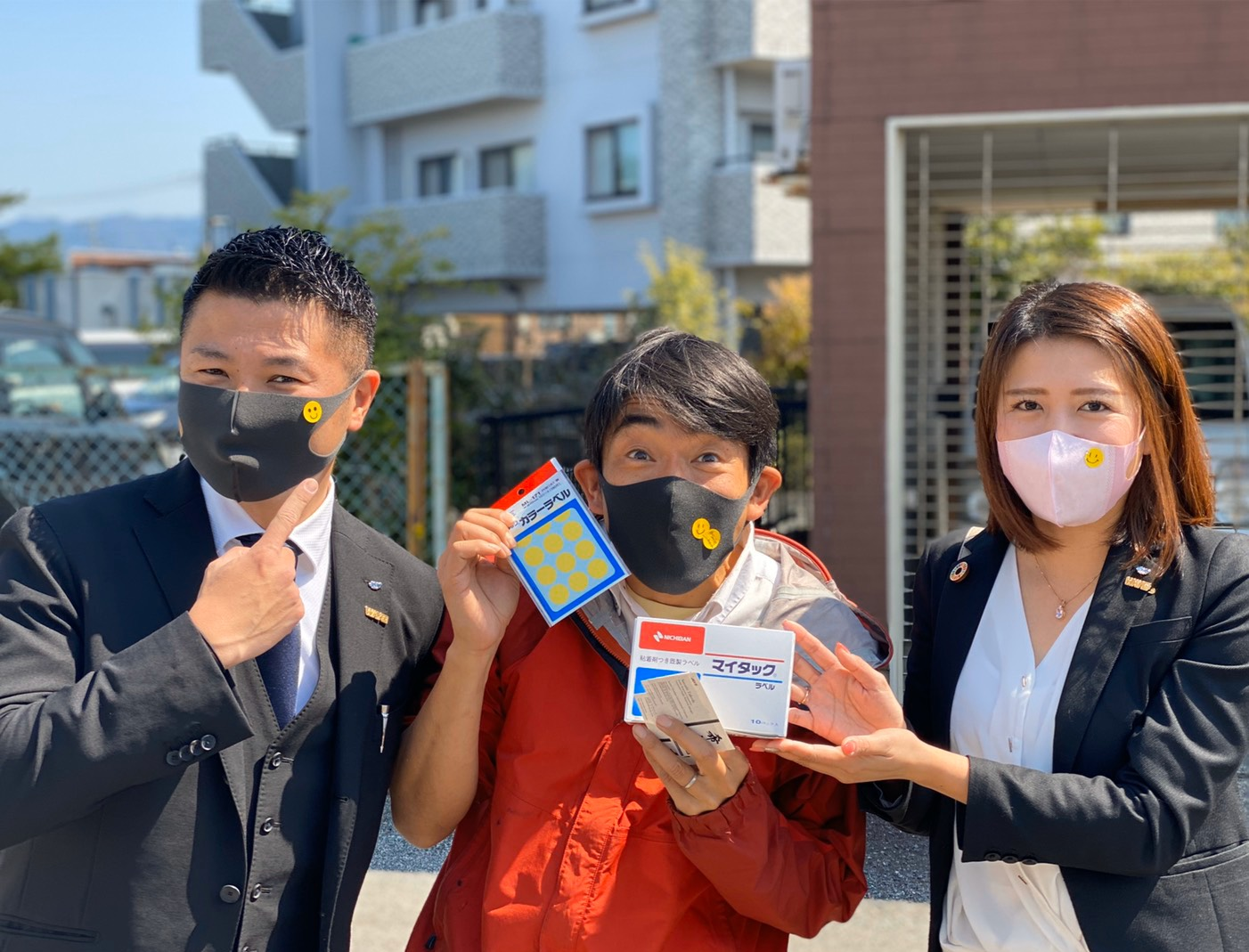
黄色の丸いシールにニコちゃんマークを描きこんでマスクに貼るだけ

黄色い丸のシールにニコちゃんマークを描いてマスクに貼るだけ。細かいルールはなく、家庭や職場にあるものを工夫してアレンジしてもよい。
選ぶ楽しみ、描く楽しみ、貼る楽しみ、見る楽しみで、スマイルマスク運動（＃SmileMask）の意図している笑顔のコミュニケーションが生まれるとのこと。

## 発足までの経緯

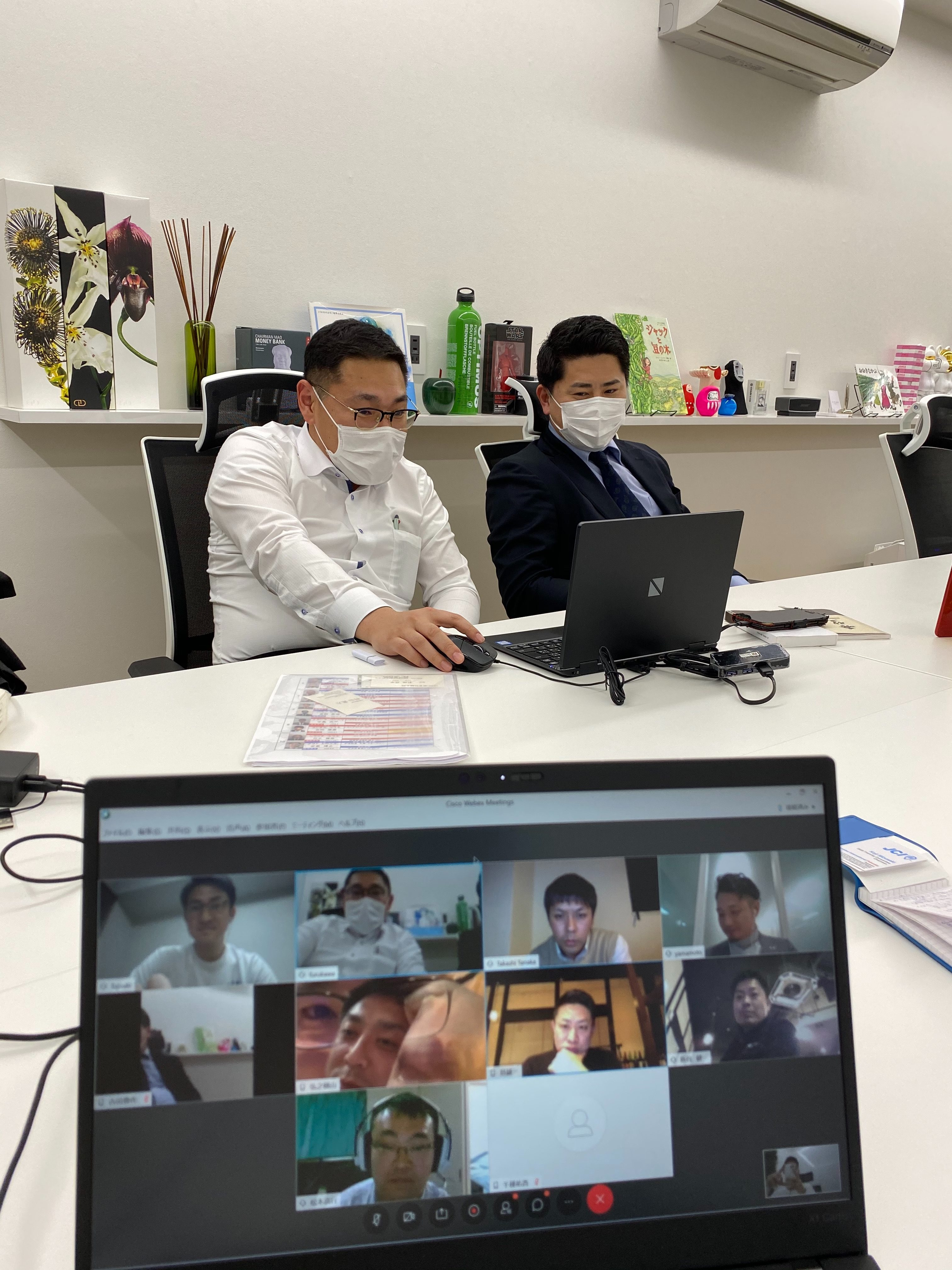
研修委員会のZOOM会議の様子

- 福岡県の小川洋知事が、新型コロナウイルス感染症の感染拡大防止措置として発表した不要不急の外出自粛要請（2020年3月28日、29日）を受け、福岡青年会議所の研修委員会（委員長：水﨑浩二｜所属メンバー：15名）が、今後の「仮入会者」「新入会者」に関わる所務の対応についてZOOM会議を実施し、「どうすれば出来るか？」を具体的に協議した。
- 会議の終盤、「何かをすればリスクが生じるという理由で、貝に閉じこもるのが“まちづくり”の団体なのか」という意見と、「小児用のマスクが足りてないらしいから、小学校にミシンと教室を借りて仮入会者と一緒にマスクづくりをしよう」「仮入会者も参加させることで足りていない出席点数を補える」という提案からスタートした。
- 当初、小児用マスクが不足しているという情報をもとに、休校している小学校にマスクの材料を持ち込み家庭科室とミシンを借りてマスクを作ろうという提案だったが、集まることにリスクがあること、作ったマスクに安全性（清潔さ）を担保できないこと、マスクの材料が入手困難であることから、実行プランがまとまらなかった。
- 研修委員会の吉田 豊（拡大・総括幹事）の、「大人が全員マスクをしている光景は、子どもたちにしてみれば不安だし、表情が分からなくて怖いんじゃないか？」という意見をきっかけに、様々な意見やアイデアがまとまり「集わなくてもできる運動」「マスクに笑顔を」という発想でスマイルマスク運動（#SmileMask）が誕生した。
- 会議の翌日には、委員会メンバーが役割分担をして「ロゴマークの制作」「企画書の作成」「各チャンネル（SNS、HP）の立ち上げ」「シールの購入」「写真あつめ」「国内外メディアへのプロモーション」が始まった。
- まずは、自分たちが身の回りのひとを笑顔に出来たらいいね。という気持ちで運動をはじめたが、2-3日後には国内外の青年会議所メンバーに広がり、1週間後には出田理事長が福岡青年会議所の運動に引き上げ、2週間後には地元メディアに取り上げられ、3週間後には全国メディアに取り上げられるようになった。

## メディア掲載
1. 2020/5/10_読売新聞
2. 2020/5/2_毎日新聞｜ビジネスメディアWe Believe
3. 2020/5/1_RKB毎日放送（トコワカ）
4. 2020/4/30_福岡県庁｜福岡県観光情報公式サイト
5. 2020/4/29_RKBラジオ（笑売繁盛！ウメ子食堂）｜FBS福岡放送（バリはやッ！ZIP！）
6. 2020/4/27_毎日新聞｜楽天Infoseekニュース｜BIGLOBEニュース｜Mobageニュース｜mixiニュース｜@niftyニュース｜Yahoo!ニュース
7. 2020/4/20_フジテレビ（めざましテレビ）
8. 2020/4/19_LINEニュース｜livedoorニュース｜gooニュース｜msnニュース｜dmenuニュース｜スマートニュース｜神戸新聞
9. 2020/4/18_Yahoo!ニュース｜デイリースポーツ｜まいどなニュース｜J:COMチャンネル（新型コロナウイルス関連情報）
10. 2020/4/16_KBC九州朝日放送（ドォーモ）｜FBS福岡放送（ARNE）
11. 2020/4/15_RKB毎日放送（今日感テレビ）
12. 2020/4/14_福岡女子メディア（LA VITA CHANNEL）
13. 2020/4/13_KBCラジオ（夕方じゃんじゃん）

## スマイルマスクを発信している有名人・著名人・スポーツ選手
- 福岡ソフトバンクホークス（松田宣浩 岩嵜翔 嘉弥真新也 千賀滉大 柳田悠岐 ホックホーク Haneys）
- 福岡J・アンクラス（日本女子サッカーリーグ）
- 女子プロゴルファー（横峯さくら 青木瀬令奈 鈴木麻綾 木村彩子 岡山絵里 西村優菜）
- HKT48（小田彩加 田島芽瑠）
- NGT48（角ゆりあ 奈良未遥 本間日陽）
- 関ジャニ∞
- コカコーラレッドスパークス（ジャパンラグビートップリーグ）
- 宗像サニックスブルース（ジャパンラグビートップリーグ）
- 堺ブレイザーズ（日本男子バレーボールV1リーグ）
- せんだみつお
- ゆでたまご 嶋田隆司
- タカギ北九州ウォーターウェーブ（ソフトボール日本リーグ女子）